# Газов лазер
Газовият лазер е лазер, при който вещество в газообразно състояние се използва като активна среда (за разлика от твърдите вещества в твърдо състояние лазери и течности в лазери за багрила).
Разновидности на газов лазер са газови динамични лазери, химически газови лазери и ексимерни лазери.
Предимствата на газовите лазери включват евтиността и лекотата на работа на мощни лазери, което предопределя широкото им използване при промишлено рязане на материали.